# جيسوس أغيلار
جيسوس أغيلار (15 سبتمبر 1942 إسبانيا - 7 مايو 1999) هو لاعب كرة قدم إسباني سابق كان يلعب كحارس مرمى.
1. ↑   https://www.transfermarkt.com/transfermarkt/profil/spieler/349454. {{استشهاد ويب}}: |url= بحاجة لعنوان (مساعدة) والوسيط |title= غير موجود أو فارغ (من ويكي بيانات) (مساعدة)